# Chrysiogenota
Chrysiogenota o Chrysiogenetes es un filo de bacterias anaerobias obligadas que está representado principalmente por Chrysiogenes arsenatis, el cual tiene una bioquímica y una forma de vida inusual. En vez de respirar oxígeno, respira arseniato (la forma oxidada de arsénico) y usa acetato como donante de electrones. Por tanto, Chrysiogenes arsenatis vive en ambientes anóxicos contaminados por arsénico. El arsénico es generalmente tóxico para la vida.
Otras especies capaces de reducir el arseniato son Desulfurispirillum indicum y Desulfurispira natronophila, pero estas bacterias también pueden utilizar otras sales. 
Chrysiogenes arsenatis utiliza arseniato como aceptor final de la cadena de transporte electrónico anaerobia, siendo acetato el sustrato respiratorio donante de electrones. El arseniato se reduce a arsenito; la reducción es catalizada por la enzima arseniato reductasa.
Un estudio del año 1998 describe la purificación y la caracterización de la enzima arseniato reductasa respiratoria (Arr) de C. arseniatis. La enzima consiste en dos subunidades con masas moleculares de 87 kDa (ArrA) y 29 KDa (ArrB), y es un heterodímero con una masa molecular nativa de 123 kDa.